# Публій Валерій Комазон Евтихіан
Публій Валерій Комазон Евтихіан (лат. Publius Valerius Comazon Eutychianus; ? — 222) — державний та військовий діяч Римської імперії, консул 220 року.

## Життєпис
Про батьків немає відомостей. Походив із плебеїв або пролетаріїв. Замолоду спочатку виступав як танцівник у пантомімах. Згодом обрав військову службу. Як простий легіонер служив у Фракії, де за злочини був покараний проконсулом Тиберієм Клавдієм Аталлом. З часом зумів піднятися по кар'єрними щаблями. У 218 році очолив II Парфянський легіон в Сирії. Того ж року приєднався до повстання, яке організувала проти імператора Макріна родичка династії Северів — Юлія Меза. Завдяки діям Комазона Макріна було переможено, а Геліогабал став імператором.
Публій Валерій увійшов до стану вершників, у 219 році призначений префектом преторія, отримав консульські відзнаки, увійшов до сенату. На своїй посаді помстився Тиберію Клавдію Аталлу, якого наказав стратити.
У 220 році призначений консулом, разом з імператором Геліогабалом та префектом Риму. Ймовірно тоді ж був звільнений з посади префекта преторія, проте вже у 221 році знову отримав цю посаду, а також ще раз став префектом Риму (цю посаду він обіймав декілька місяців). Після вбивства у 222 році Геліогабала та отримання влади Александром Севером Валерій Комазон зумів вижити. У 222 році його втретє призначено префектом преторія та префектом Риму. Втім він помер того ж року.